# Castelo Slains
O Castelo Slains ou Castelo New Slains (em inglês:  Slains Castle) é um castelo do século XVII e XVIII atualmente em ruínas localizado em Cruden Bay, Aberdeenshire, Escócia.

## História
Construído após o Rei Jaime I ter destruído o antigo Castelo Old Slains, que pertencia ao Rei Guilherme IV. Foi ampliado e reconstruído entre 1836 e 1837.